# 程紳
程紳（1504年—1555年），字伯書，號東溟，山東青州府樂安縣人，匠籍，明朝政治人物。

## 生平
嘉靖十六年（1537年）丁酉科山東鄉試第四十一名舉人。嘉靖十七年（1538年）中式戊戌科會試第一百九十名，登第三甲第八十三名進士。次年授山西长治县知县，二十一年擢为刑部陕西司主事，三年奏最，升陕西按察司佥事，兵备榆林，無何，丁母祝安人艰归乡。起復，補河南佥事，三十一年河南发生饥荒，发倉粟赈济，修筑汝水惠民渠，利澤数县，以政绩異等，三十二年升山西布政司参议，分守河東道，三十四年晋本省按察司副使，兵备易州，负责防秋军务。三十四年因痰疾卒于官。

## 家族
曾祖程勝；祖父程琮；父程玉，真定縣丞。母祝氏。子程鳴伊，山东壬子舉人，李舜臣女婿。